# Премія педагогічним працівникам загальноосвітніх, професійно-технічних, дошкільних та позашкільних навчальних закладів
Щорічна премія Верховної Ради України педагогічним працівникам загальноосвітніх, професійно-технічних, дошкільних та позашкільних навчальних закладів заснована Верховною Радою України у 2006 році з метою піднесення ролі та авторитету педагога в суспільстві, заохочення  педагогічних працівників  до творчої,  результативної праці та підвищення престижності вчительської  професії.
Щорічно присуджують 30 Премій. Розмір Премії становить 20 тисяч гривень.
Премію повторно не присуджують.

## Підстави присудження
Щорічну премію Верховної Ради України присуджують педагогічним працівникам загальноосвітніх, професійно-технічних, дошкільних та позашкільних навчальних закладів за: 
- особливі успіхи у здійсненні навчання і виховання учнів, формування національних і загальнолюдських цінностей, утвердження національної ідеї, патріотизму, демократизації,   формування громадянського суспільства, інтеграції в європейський та світовий простір,  діяльність, спрямовану на забезпечення доступності освіти, реалізації конституційних прав  громадян України на здобуття якісної освіти;
- розроблення і впровадження нових технологій, оновлення змісту і методичного забезпечення навчального процесу, які сприяють підвищенню якості освіти і виховання; створення підручників, навчальних посібників, педагогічних програмних засобів навчання, в тому числі електронних;
- створення умов для здобуття якісної освіти дітьми-сиротами та дітьми, позбавленими   батьківського піклування, особами, які потребують корекції фізичного та (або) розумового розвитку;
- інші результати педагогічної діяльності, що мають вплив на розв'язання проблем навчання і виховання підростаючого покоління.

## Висунення
Висунення кандидатур на відзначення Премією проводиться до початку навчального року за місцем роботи претендента, із залученням  педагогічної  громадськості,  забезпеченням широкого обговорення, гласності та відкритості. 
Клопотання про присудження Премії подається до Комітету Верховної Ради України з питань науки і освіти Верховною Радою Автономної Республіки Крим, обласними, Київською та Севастопольською міськими радами до 1 серпня. До клопотання додаються відомості про  відповідні досягнення претендента, який заслуговує на відзначення Премією. 
Подання про присудження Премії вноситься до Верховної Ради України Комітетом Верховної Ради України з питань науки і освіти.

## Відзначення
Вручення Диплома лауреата щорічної Премії Верховної Ради України педагогічним працівникам загальноосвітніх, професійно-технічних, дошкільних та позашкільних навчальних закладів і нагрудного знака до нього здійснюється в урочистій обстановці у приміщенні Верховної Ради України Головою Верховної Ради України або Першим заступником, заступником Голови Верховної Ради України.
10 лютого 2016 року в урочистій обстановці Голова Верховної Ради України Володимир Гройсман, голова Комітету з питань науки і освіти Лілія Гриневич та Голова Комітету з питань сім‘ї, молодіжної політики, спорту та туризму Артур Палатний вручили щорічні Премії Верховної Ради України педагогічним працівникам загальноосвітніх, професійно-технічних, дошкільних та позашкільних навчальних закладів; найталановитішим молодими ученим у галузі фундаментальних і прикладних досліджень та науково-технічних розробок; за внесок молоді в розвиток парламентаризму, місцевого самоврядування.

## Опис диплома лауреата Премії
Диплом лауреата щорічної Премії Верховної Ради України педагогічним працівникам загальноосвітніх, професійно-технічних, дошкільних та позашкільних навчальних закладів складається з обкладинки і вкладного аркуша. 
На лицьовому боці обкладинки, зовнішній бік якого обтягнутий   шкірімітом вишневого кольору, вгорі міститься тиснене фарбою золотистого кольору зображення фасаду  будинку Верховної Ради України, в центрі – слова "Диплом лауреата Премії Верховної Ради України педагогічним працівникам загальноосвітніх, професійно-технічних, дошкільних та позашкільних навчальних закладів". 
Ліва внутрішня частина вкладного аркуша забарвлена у пастельні жовто-блакитні кольори, обрамлена рамкою, що утворюється бордюром із графічного зображення гілок   калини золотистого кольору. У нижній площині лівої внутрішньої частини вкладного аркуша розташовано кольорове фотографічне зображення будинку Верховної Ради України, у верхній – графічне зображення нагрудного знака лауреата щорічної Премії, напис золотистим кольором "Диплом лауреата щорічної Премії Верховної Ради України педагогічним працівникам загальноосвітніх, професійно-технічних, дошкільних та позашкільних  навчальних  закладів". У написанні слова "Диплом" використовується давньослов'янський шрифт "Іжиця". 
Права внутрішня частина вкладного аркуша забарвлена у пастельний жовтий колір із  світлоблакитним зображенням малого Державного Герба України по всьому полю та  обрамлена рамкою, що утворюється бордюром із графічного зображення гілок калини 
золотистого кольору. На полі правої внутрішньої частини  вкладного аркуша фарбою золотистого кольору  розміщено текст: "Лауреату щорічної Премії Верховної Ради України педагогічним  працівникам України за  ... рік" (зазначається рік, за який присуджено премію), прізвище, ім'я та по батькові лауреата і назва Постанови Верховної Ради  України, якою присуджено Премію. 
Диплом скріплюється підписом Голови Верховної Ради України. 

## Опис нагрудного знака лауреата Премії
Нагрудний знак лауреата щорічної Премії Верховної Ради України  педагогічним      працівникам загальноосвітніх, професійно-технічних, дошкільних та позашкільних   навчальних закладів має форму кола діаметром 30 міліметрів з опуклим бортиком уздовж  зовнішнього краю і увінчаний спадаючими фалдами стрічки у верхній частині. 
У центрі лицьового боку нагрудного знака розміщено силуетне зображення фасаду будинку Верховної Ради України на тлі сонця. Фасад будинку Верховної Ради України  композиційно розміщено в центрі кола, утвореного розташованим унизу написом "Україна" і 
розбіжними від нього догори двома лавровими гілками. Усі зображення рельєфні. 
На зворотному боці нагрудного знака розміщено напис рельєфними літерами: "Премія Верховної Ради України педагогічним працівникам України". Над написом розташовано  зображення малого Державного Герба України. 
Нагрудний знак за допомогою прямокутного вушка з'єднується з фігурною  колодкою, обтягнутою синьо-жовтою муаровою стрічкою кольорів Державного Прапора України (співвідношення кольорів 1:1). 
Нагрудний знак виготовлено з латуні з подальшими позолотою та електрополіруванням. 
Знак прикріплюється до одягу шпилькою, закріпленою горизонтально на зворотному боці колодки. 

## Історія присуджень Премії
Щорічні Премії Верховної Ради України педагогічним працівникам загальноосвітніх, професійно-технічних, дошкільних та позашкільних навчальних закладів у 2007-2016 рр. було присуджено 226 педагогічним працівникам, зокрема:
- у 2007 р. – 30 педагогічним працівникам, з них представникам навчальних закладів: загальноосвітніх – 16; професійно-технічних – 4; дошкільних – 5;  позашкільних – 3; органів управління освітою – 2;
- у 2010 р. – 30 педагогічним працівникам, з них представникам навчальних закладів: загальноосвітніх – 17; професійно-технічних – 5; дошкільних – 6;  позашкільних – 2;
- у 2011 р. – 27 педагогічним працівникам, з них представникам навчальних закладів: загальноосвітніх – 14; професійно-технічних – 3; дошкільних – 4;  позашкільних – 6;
- у 2012 р. – 27 педагогічним працівникам, з них представникам навчальних закладів: загальноосвітніх – 14; професійно-технічних – 3; дошкільних – 4;  позашкільних – 6;
- у 2013 р. – 29 педагогічним працівникам, з них представникам навчальних закладів: загальноосвітніх – 14; професійно-технічних – 3; дошкільних – 3;  позашкільних – 4;
- у 2014 р. – 24 педагогічним працівникам, з них представникам навчальних закладів: загальноосвітніх – 15; професійно-технічних – 4; дошкільних – 2;  позашкільних – 3;
- у 2015 р. – 29 педагогічним працівникам, з них представникам навчальних закладів: загальноосвітніх – 12; професійно-технічних – 3; дошкільних – 6;  позашкільних – 8;
- у 2016 р. – 26 педагогічним працівникам, з них представникам навчальних закладів: загальноосвітніх – 14; професійно-технічних – 1; дошкільних – 6;  позашкільних – 4; органів управління освітою – 1;